# Gib dich nie auf
Gib dich nie auf ist ein Lied der deutschen Metalband Rage aus dem Jahr 2009. Das Stück wurde zeitgleich auch in seiner englischsprachigen Version Never Give Up veröffentlicht und diente als Beitrag zum Bundesvision Song Contest 2009.

## Entstehung und Artwork
Das Lied wurde von den beiden Rage-Mitgliedern Victor Smolski und Peter Wagner geschrieben. Diese zeichneten darüber hinaus auch, mit ihrem Bandkollegen André Hilgers, für die Produktion verantwortlich. Zudem waren die drei Bandmitglieder auch selbst für die Instrumentierung verantwortlich, so ist Hilgers am Schlagzeug, Smolski an der Gitarre und Wagner am Bass zu hören. Die Abmischung und das Mastering erfolgten unter der Leitung von Charlie Bauerfeind. Als Toningenieure fungierten während der Produktion Gerd Krenz und Stefan Richter (Chai Deveraux). Die Aufnahme selbst fand in den TLC Studios in Pulheim statt.
Auf dem Frontcover, einer veröffentlichten EP zu Gib dich nie auf, sind – neben der Interpretenangabe und dem Titel – die drei Rage-Mitglieder zu sehen. Dieses zeigt ihrer Gesichter, in Anlehnung an das Mount Rushmore National Memorial, als monumentale Porträtköpfe in einem Berg.

## Veröffentlichung und Promotion
Die Erstveröffentlichung von Gib dich nie auf, wie auch von Never Give Up, erfolgte am 16. Januar 2009 bei Nuclear Blast. Diese erfolgte gleichzeitig als Teil der gleichnamigen EP (Katalognummer: 27361 22802) sowie als Teil des neuaufgelegten Boxsets zum 18. Studioalbum Carved in Stone (Katalognummer: 27361 22805). Für den Vertrieb war Warner Music zuständig, verlegt wurde das Lied durch Edition Bogdan Metal.
Um das Lied zu bewerben, erfolgte unter anderem ein Liveauftritt zur Hauptsendezeit in der Prosieben-Late-Night-Show TV total am 20. Januar 2009.

## Bundesvision Song Contest
Rage nahm am 13. Februar 2009 für ihr Heimatbundesland Nordrhein-Westfalen am Bundesvision Song Contest teil und belegte am Ende mit 112 Punkten den dritten Rang. Die Band musste sich dabei lediglich The Colour of Snow (Polarkreis 18) mit 131 Punkten und dem Siegertitel Schwarz zu blau (Peter Fox) mit 174 Punkten geschlagen geben. Aus ihrem Heimatbundesland erhielt die Band mit zehn Punkten die meisten Punkte und verfehlte nur knapp die Höchstwertung von zwölf Punkten. Während der Punktevergabe bekam die Band aus allen Bundesländern Punkte, die wenigsten mit fünf aus Bremen. Für Nordrhein-Westfalen war es bei der fünften Austragung des Wettbewerbs die erste Top-3-Platzierung. Zuvor erzielte Pohlmann mit Mädchen und Rabauken die Bestplatzierung mit Rang fünf im Jahr 2007.
Jeder Künstler dreht zu Promotionzwecken einen Wahlwerbespot für die Teilnahme am BuViSoCo. In diesem behauptet die Band die schnellste Band der Welt zu sein, während sie auf einer Motorsport-Rennstrecke zu sehen sind. Während eines Interviews mit der Band gab der Initiator Stefan Raab an, dass er im Vorfeld mit der Band diesbezüglich gesprochen und sich eine Teilnahme „sehr gewünscht“ habe, weil er finde, dass auch „solche Musik“ in die Bandbreite des Wettbewerbs gehöre. Sänger Peter Wagner gab im gleichen Interview an, dass es der erste deutschsprachige Titel der Band sei, den sie eigens für den Wettbewerb geschrieben habe. Als typisches Geschenk aus Nordrhein-Westfalen überreichte die Band Raab ein Windmühlenmesser aus Solingen.
Punktevergabe
|   |   |   |   |    |   |   |   |   |   |   |   |   |   |   |   | Gesamt |
| - | - | - | - | -- | - | - | - | - | - | - | - | - | - | - | - | ------ |
| 7 | 8 | 7 | 7 | 10 | 7 | 7 | 7 | 6 | 7 | 5 | 7 | 8 | 7 | 6 | 6 | 112    |

## Inhalt
Sowohl der deutschsprachige Liedtext zu Gib dich nie auf als auch der englischsprachige zu Never Give Up wurden von Rage-Sänger Peter Wagner geschrieben; die Komposition wurde vom Band-Gitarristen Victor Smolski komponiert. Musikalisch bewegt sich das Lied im Bereich des Metals, stilistisch in den Bereichen des Heavy Metal, Power Metal und Speed Metal. Das Tempo beträgt 145 Schläge pro Minute. Die Grundtonart ist C-Dur. Inhaltlich handelt es sich bei Gib dich nie auf um eine Art Motivationstitel, der dazu aufrufen soll, niemals im Leben aufzugeben.
Aufgebaut ist das Lied aus zwei Strophen und einem Refrain. Es beginnt mit der ersten Strophe, die als Vierzeiler verfasst wurde. An diese schließt sich zunächst der fünfzeilige Prechorus an, ehe der eigentliche Refrain mit seinen acht Zeilen einsetzt. Der gleiche Aufbau wiederholt sich mit der zweiten Strophe. Nach dem zweiten Refrain endet das Lied mit einer Wiederholung ebendessen, nur dass hierbei eine Zeile ausgetauscht wurde. Die Zeile „Ein Sturm, er reißt dich mit sich mit“ wurde gegen „Du lachst dem Teufel ins Gesicht“ ausgetauscht. Der Hauptgesang stammt von Leadsänger Peter Wagner, die anderen beiden Mitglieder André Hilgers und Victor Smolski sind im Begleitgesang zu hören.
| „Das Leben schenkt und nimmt dir auch alles fort. Niemand hält es auf. Ein Sturm, er reißt dich mit sich mit. Gib dich nie auf. Dein Schicksal wartet an einem dunklen Ort. Lass ihm seinen lauf. Und lach dem Teufel ins Gesicht. Gib dich nie auf.“ – Refrain zu „Gib dich ne auf“, Originalauszug | „And life will give and take it away from you. Take it all away. A storm will blow you from this place. Never give up. And destiny, it’s waiting in darkness though. Let it have it’s way. You’re laughing in the devils face. Never give up.“ – Refrain zu „Never Give Up“, Originalauszug |

## Musikvideo
Die Band drehte zu Never Give Up ein offizielles Musikvideo, das im Jahr 2009 seine Premiere feierte. Dieses zeigt die Geschichte von einer einzigen noch überlebenden Person, die tagtäglich ums Überleben auf der Erde kämpft. Die Menschheit habe sich und die Welt zerstört und die Erde selbst sei ein Trümmerhaufen, die kein Leben, keinen Sauerstoff mehr enthalte. Die überlebende Person, gespielt von der Münchener Schauspielerin Magdalena Meier, wandelt in einem Schutzanzug mit Gasmaske durch die Trümmer, während in einer Retrospektive Szenen von ihr als Balletttänzerin zu sehen sind. Das Video endet mit ihr, wie sie eine neugewachsene Pflanze entdeckt und daraufhin die Gasmaske abnimmt. Zwischendurch sieht man immer wieder Szenen von Rage, die in einer dunklen Kammer das Lied aufführen. Die Gesamtlänge des Videos beträgt 3:29 Minuten. Regie führten Christine Boy, Caroline Fischer, Silvia Goldhammer und Benjamin Leichtenstern.

## Mitwirkende
| Liedproduktion - Charlie Bauerfeind: Abmischung, Mastering - André Hilgers: Begleitgesang, Musikproduktion, Schlagzeug - Gerd Krenz: Toningenieur - Stefan Richter (Chai Deveraux): Toningenieur - Victor Smolski: Begleitgesang, Gitarre, Komposition, Musikproduktion - Peter Wagner: Bass, Liedtext, Musikproduktion Unternehmen - Edition Bogdan Metal: Musikverlag - Nuclear Blast: Musiklabel - Technische Hochschule Nürnberg Georg Simon Ohm: Filmproduktion (Musikvideo) - TLC Studios: Tonstudio - Warner Music: Vertrieb | Musikvideo - Christine Boy: Drehbuch-Stoffentwicklung, Regie - Christopher Dillig: Kamera - Caroline Fischer: Drehbuch-Stoffentwicklung, Regie, Schnitt - Silvia Goldhammer: Drehbuch, Regie - Benjamin Leichtenstern: Drehbuch-Stoffentwicklung, Filmproduktion, Regie, Szenenbild - Magdalena Meier: Schauspielende Person |

## Rezensionen
Matthias Mineur vom Metal Hammer stellte sich die Frage, ob Rage gut beraten seinen, ihren kantigen Power Metal mit deutschen Texten auszustatten, um beim Bundesvision Song Contest konkurrenzfähig zu sein. Für seinen Geschmack passe Gib dich nie auf nur bedingt zur Band. Er könne jedoch nicht sagen, ob es an Wagners Stimme lege, die auf englische Texte geeicht zu sein scheine, oder dass man sich die Band weniger opportunistisch gewünscht hätte. Die Daumen seien jedoch gedrückt, allein schon aus Solidarität für eine besonders sympathische Formation.